# 傅文
傅文（1410年—？），字公器，河南河南府登封縣人，民籍。明朝政治人物。進士出身。

## 生平
河南鄉試第二十九名。正統四年（1439年）己未科會試第八十八名，殿試登進士第三甲第三十二名。

## 家族
曾祖傅宗禮。祖父傅英，曾任本縣儒學訓導。父亲傅棠。